# Inostemma indicum
Inostemma indicum är en stekelart som beskrevs av Mani 1941. Inostemma indicum ingår i släktet Inostemma och familjen gallmyggesteklar. Inga underarter finns listade i Catalogue of Life.